# Glasgow Science Centre
Het Glasgow Science Centre is een museum in het Clyde Waterfront Regeneration-gebied op de zuidelijke oever van de Clyde in de Schotse stad Glasgow. Koningin Elizabeth II opende op 5 juli 2001 het Glasgow Science Centre. Het is een van de populairste betaalde bezoekersattracties van Schotland. 

## Indeling
Het is een speciaal gebouwd wetenschapscentrum dat bestaat uit drie hoofdgebouwen: Science Mall, Glasgow Tower en een IMAX-bioscoop.
Het grootste van de drie met titanium beklede bouwwerken heeft een halvemaanvormige structuur en herbergt de Science Mall. In architectonische termen vertegenwoordigt het de gekantelde romp van een schip, een verwijzing naar het aangrenzende "kantelbekken", waar schepen werden gebracht om de zeegroei van hun romp te laten verwijderen. Intern zijn er drie verdiepingen met meer dan 250 wetenschappelijke tentoonstellingen. Zoals gebruikelijk voor wetenschapscentra, zijn de exposities bedoeld om interactie aan te moedigen en kunnen ze worden gebruikt of gespeeld als onderdeel van de informele leerervaring die het centrum wil bieden. Het gebouw is ontworpen door Building Design Partnership (BDP).
Op verdieping 1, tussen de vele interactieve tentoonstellingen die wetenschappelijke principes demonstreren, hebben bezoekers toegang tot een Science Show Theatre en het Glasgow Science Centre Planetarium.  Het planetarium maakt gebruik van een digitaal projectiesysteem om beelden te projecteren op een koepel met een diameter van 15 meter. Er is een gebied dat specifiek gericht is op jonge kinderen, genaamd The Big Explorer.
Op verdieping 2 kunnen bezoekers de energie ontdekken die ons moderne leven aandrijft en hoe men duurzaam kan gaan leven in de tentoonstelling 'Powering the Future' en de innovatieve geest vieren in de tentoonstelling Idea No59. Er is ook The Lab, dat voornamelijk wordt gebruikt als educatieve workshopruimte.
Verdieping 3 is in 2012 gerenoveerd en op 28 maart 2013 heropend voor het publiek. Het herbergt sindsdien een interactieve tentoonstelling over de gezondheid en het welzijn van de mens in de 21e eeuw, genaamd BodyWorks. Bezoekers worden uitgenodigd om hun lichaam, gezondheid en levensstijl vanuit een nieuw perspectief te bekijken door middel van 115 interactieve tentoonstellingen, onderzoekscapsules en live laboratoriumervaringen.
De begane grond van de Science Mall bevat de ticketbalie, cafés, cadeauwinkel en een garderobe. Er is een aantal flexibele ruimtes op de begane grond die worden gebruikt voor verschillende educatieve en zakelijke doeleinden: een educatieve ruimte genaamd The Bothy en de Clyde Suite, een multifunctionele functieruimte. Toegang tot Glasgow Tower en de IMAX voor het publiek is ook via de begane grond.